# Radonay Mátyás Ignác
Radonay Mátyás Ignác (más formában Radanay Mátyás Ignác, horvátul: Matija Ignacije Radanović) (Dubravica Desinićka, Varasd vármegye, 1630 februárja – Pécs, 1703. április 3.) pécsi püspök.

## Életrajza
17 éves volt amikor elkezdte középiskolai tanulmányait Magyarországon. Grazban theológiát és bölcseletet hallgatott. 1663-ban pappá szentelte a salzburgi érsek, majd előkelő nemesi családoknál nevelősködött. Ezután Szelepcsényi György esztergomi érsek irodájában tevékenykedett, 1687. augusztus 8-án pedig pécsi püspökké nevezték ki, de a római megerősítés késlekedett, és csak 1700-ban szentelték fel.
Ismert a Boszniából betelepített horvátokról, akiket az ő vezetése alatt költöztettek Magyarországra (baranyai bosnyákok). Növelve ezzel Baranya megye katolikusainak számát.
Földi maradványait a pécsi székesegyház Imre (Mária)-kápolnájába helyezték el.

## Radanay-fogadalom
1692-ben úgy rendelkezett, hogy minden nem római katolikus lakosnak el kell költöznie Pécsről. A város ezt elfogadta. A rendelkezést 1692 húsvéthétfőjén hirdették ki a Gyertyaszentelő Boldogasszony-templomban. 1697-től kezdve minden pécsi polgárnak esküt kellett tenni ezzel kapcsolatban. A tilalmat csak II. József magyar király türelmi rendelete enyhítette, de 1848-ig kevés nem katolikus hívő lakott a városban.
A fogadalom szövege:
„1692. feria secunda Paschatis

Vota ungarico Idiomate expressa

Mi, Bíró, Tanács és Pécsi Város boldogságos Istenszülő Szűz Mária és az egész [összes] mennyei szentek előtt ígérjük és fogadjuk, az mindenható Istennek, és az hittel és fogadással kötelezzük megszeghetetlenül minden maradékinkat, fiainkat és leányainkat, hogy a mi pécsi városunkban, annak hostattyában és határiban, urasága alá vettetett vagyonos vagy leendő minden nemű jószágiban semminémű Luther[ánus]t, Calvinistát, meg hasonlott schismaticust, Arianust, zsidót, pogányt, és akár minémű néven nevezendő Római Apostoli szent hit ellen törekedőt és ellenkezőt állandó képpen közöttünk bé és nem veszünk, és nem tartunk, és semmi képpen el nem szenvedjük.

Fogadjuk és azt is ígérjük a mindenható Istennek, hogy fiainkat, sem leányainkat Eretnekhez házasságra (minden jószágnak vesztése alatt) nem engedjük, és nem adjuk, hogyha pediglen valami szolgálatunkon lévő cselédünk találkozik lenni, hogyha két hónap alatt az Igaz Romai Catholika hitre meg nem térnek, Városunkbul, és annak minden határibul és hozzá tartozandó jószágibul ki tiltjuk és ki vetjük.

Ezen fogadásunkat minden esztendőben ezen napon megújítjuk, és senkit Bírónak vagy Tanátsnak be sem veszünk, az ki előbb az Bíró választásnak és Magistratus újításának napján erre magát hittel nem kötelezi, hogyha valami eretneket meg tudunk köztünk lenni, a Püspöknek Plébánosnak és Tanácsnak bé mondjuk.”